# Rawasari (Cisata)
Rawasari is een bestuurslaag in het regentschap Pandeglang van de provincie Banten, Indonesië. Rawasari telt 1687 inwoners (volkstelling 2010).